# 권익 (정치인)
권익(1940년 1월 15일 ~ )은 대한민국의 정치인이다. 제11·12대 부산 북구청장을 역임했다.

## 역대 선거 결과
|  | 46.4% |

|  | 50.64% |

|  | 76.59% |